# Великие Лучки
Вели́кие Лу́чки (укр. Великі Лучки) — село, расположенное в Мукачевском районе Закарпатской области (Украина). Административный центр Великолучковской сельской общины.

## История
Существовало ещё в XV веке. В XVIII веке входила в Мукачёвскую доминию Венгерского королевства. В 1703—1711 годах жители села участвовали в антиавстрийском восстании. С 1728 года доминия принадлежала графам Шёнборнам. По указу императора Австрии от 1847 года Лучки получили статус торгового города.
В 1918 году жители подняли восстание с целью объединения с Советской Украиной, однако в апреле 1919 года сначала венгерские, а затем чехословацкие войска оккупировали село. К тому моменту всё Закарпатье было присоединено к Чехословакии, а жители стали постепенно вступать в КПЧ.
В 1938 году Чехословакия была разделена между Германией и Венгрией, последней досталось также село Великие Лучки. Под страхом смерти власти забирали мужчин в армию, протестовавших расстреливали на месте. Большая часть населения бежала в Советский Союз. Во время войны в селе размещались венгерские войска и немецкие отряды. 26 сентября 1944 года советские войска освободили село от оккупантов, а после войны село вошло в состав УССР.

## Герб
Село имеет свой герб: на серебряном фоне изображены три кукурузных початка. Если верить краеведам, Великие Лучки стали первым населённым пунктом, на гербе которого изображена кукуруза.

## Достопримечательности
- Деревянная православная церковь святого Михаила[фр.], с 1929 г. находится в Праге, в парке Кинского.

## Известные уроженцы
- Лучкай, Михаил Михайлович — русинский языковед и историк
- Керекеш, Юрий Юрьевич — украинский советский писатель и общественный деятель Закарпатья
- Фенцик, Стефан — закарпатский культурный, общественный и политический деятель русофильского и провенгерского направлений
- Михаил Андрелла — писатель-полемист, активный борец против унии и Ватикана, сторонник воссоединения Закарпатья с Россией. В 50—60-х годах XVII века жил здесь и служил священником.